# Pougne-Hérisson
Pougne-Hérisson är en kommun i departementet Deux-Sèvres i regionen Nouvelle-Aquitaine i västra Frankrike. Kommunen ligger i kantonen Secondigny som tillhör arrondissementet Parthenay. År 2022 hade Pougne-Hérisson 360 invånare.

## Befolkningsutveckling
Antalet invånare i kommunen Pougne-Hérisson
| Referens: INSEE |